# Royaume de Jérusalem
 (novembre 2016).
1099–1291
Entités précédentes :
- Califat fatimide
- Empire seldjoukide

Entités suivantes :
- Sultanat ayyoubide
- Sultanat mamelouk d'Égypte

Le royaume de Jérusalem, appelé aussi royaume franc de Jérusalem, royaume latin ou royaume croisé (en latin : Regnum Hierosolymitanum, en ancien français : Roiaume de Jherusalem), est un royaume chrétien fondé au Levant en 1099 au terme de la première croisade et disparu en 1291, avec la chute de Saint-Jean-d'Acre.
Il s'agit de l’État latin d'Orient le plus méridional. Le royaume, à partir du règne de Baudouin Ier, s’étend sur la Terre Sainte, dominant le littoral de Gaza jusqu'à Beyrouth. Vers l’intérieur, le royaume va jusqu’à la vallée du Jourdain. Plus tard, l’autre rive du Jourdain sera occupée jusqu’à la mer Rouge, formant la terre d’Outre-Jourdain.

## Composition féodale
Le royaume de Jérusalem se partageait en un domaine royal et quatre fiefs principaux. Ces fiefs principaux, ainsi que le domaine royal, avaient eux-mêmes des vassaux.
Les principaux fiefs du royaume de Jérusalem étaient :
- le comté de Jaffa, comprenant :
  - la seigneurie d'Ascalon,
  - la seigneurie d'Ibelin,
  - la seigneurie de Rama,
  - la seigneurie de Mirabel ;
- la seigneurie d'Outre-Jourdain, ou de Montréal ;
- la principauté de Galilée, ou de Tibériade, comprenant :
  - la seigneurie de Banias,
  - la seigneurie de Beyrouth,
  - la seigneurie d'Haïfa,
  - la seigneurie de Nazareth,
  - la seigneurie de Toron ;
- le comté de Sidon[1].

Les seigneuries dépendantes du domaine royal étaient :
- la seigneurie d'Arsouf
- la seigneurie de Blanchegarde
- la seigneurie de Bethsan
- la seigneurie de Caymont
- la seigneurie de Césarée
- la seigneurie d'Hébron, comprenant :
  - la seigneurie de Bethgibelin
- la seigneurie de Naplouse
- la seigneurie de Sabaste

Il y eut également quelques seigneuries détachées du domaine royal :
- la seigneurie d'Acre ou de Josselin
- la seigneurie de Tyr

## Armoiries

Armoiries du royaume de Jérusalem : la croix de Jérusalem.

Blasonnement : d'argent, à la croix potencée d'or, cantonnée de quatre croisettes du même.
Selon la tradition, ce blason de la croix de Jérusalem est volontairement à enquerre (il contrevient aux règles héraldiques en disposant un métal directement sur un autre métal (de l’or sur de l’argent)), en hommage à la sainteté de Jérusalem[réf. nécessaire].

## Histoire

### Le royaume à Jérusalem (1099-1187)
Le royaume de Jérusalem est né de la première croisade et de la prise de Jérusalem (15 juillet 1099). Godefroy de Bouillon en fut le premier souverain, mais se contenta du titre d’avoué du Saint-Sépulcre. Il fallut d’abord combattre une première contre-attaque fatimide, qui fut battue à Ascalon le 12 août 1099. Le royaume se limitait aux villes de Jérusalem et Bethléem, au port de Jaffa et à la route reliant Jérusalem et Jaffa.
Plusieurs chefs croisés quittèrent la ville sainte, soit pour se tailler des principautés, soit pour rentrer en Europe. Il ne restait plus que Godefroy, Tancrède de Hauteville, Raymond IV de Toulouse et trois cents chevaliers. Tancrède conquit la plaine de Galilée et fonda la principauté de Galilée.

Les États croisés en 1102.

Godefroy mourut le 18 juillet 1100. Se posa alors la question du statut juridique du nouvel État, liée à celle de la succession. Daimbert de Pise, patriarche de Jérusalem, souhaitait un État théocratique et appela son allié Bohémond, prince d'Antioche. Mais celui-ci venait d’être fait prisonnier par les Turcs et Baudouin, comte d'Edesse et frère de Godefroy, se présenta. Daimbert fut obligé de l’accepter, puis de le sacrer roi de Jérusalem.
Baudouin Ier passa son règne à conquérir le littoral et à repousser les contre-attaques islamiques. Il réussit à faire reconnaître la suzeraineté du royaume de Jérusalem sur les autres États latins d'Orient. Il mourut en 1118 et les seigneurs du royaume lui choisirent comme successeur Baudouin du Bourg, comte d’Édesse et cousin de Baudouin Ier.
Baudouin II renforça la présence franque en Terre sainte et remporta plusieurs victoires, mais ne put s’emparer de la Syrie intérieure, les villes d’Alep et de Damas restant aux musulmans.
Les succès de la première croisade étaient principalement dus aux divisions des musulmans. Foulques d'Anjou, successeur de Baudouin II, parvint à maintenir cet équilibre, mais la Syrie musulmane commençait à s'unifier sous la férule de Nur ad-Din. La deuxième croisade n'eut aucun résultat positif, les croisés ayant attaqué Damas, le seul émirat allié aux Francs.
Les règnes de Baudouin III et d'Amaury Ier sont marqués par la recherche d'alliances auprès de Byzance et de l'Égypte fatimide, mais cette dernière action se solda par un échec qui contribua à l'hégémonie de Saladin sur la Syrie et l'Égypte réunies, prenant le royaume en tenaille.
Baudouin IV le Lépreux, puis Raymond III de Tripoli, régent au nom de Baudouin V, réussirent à tenir Saladin en échec, mais le comportement de Renaud de Châtillon et l'avènement de Guy de Lusignan amenèrent la catastrophe : l'armée franque fut vaincue à Hattin (4 juillet 1187), le roi fait prisonnier, Renaud de Châtillon exécuté, et Saladin entreprit rapidement la conquête des États latins d'Orient après la prise de Jérusalem le 2 octobre 1187 vaillamment défendue par Balian d'Ibelin. Le royaume de Jérusalem se réduisit bientôt au port de Tyr, le comté de Tripoli se réduisit à la ville de Tripoli, au château de Tortose et au Krak des Chevaliers, et la principauté d'Antioche à Antioche et à Marqab.
C'est de Tyr que vint la contre-attaque. Conrad de Montferrat, un homme énergique et résolu, oncle de Baudouin V, y avait débarqué en juillet 1187, mit la ville en état de défense, et repoussa les attaques de Saladin. Pour contrebalancer cette réaction, Saladin délivra Guy de Lusignan, mais Conrad refusa à ce dernier l'entrée de Tyr. Tandis que Conrad épousait Isabelle de Jérusalem pour faire valoir des droits au trône, Guy de Lusignan se mit à assiéger Saint-Jean-d'Acre. Ce siège dura deux ans, les Francs de Lusignan se retrouvant à leur tour assiégés par une armée de secours de Saladin, et en proie à la rivalité entre partisans de Guy et partisans de Conrad. Ce n'est qu'à l'arrivée de la troisième croisade, conduite par Philippe Auguste et Richard Cœur de Lion, que la ville put être prise.
Philippe Auguste rentra en France, mais Richard resta, fit la conquête de la bande côtière et négocia avec Saladin une paix garantissant aux pèlerins chrétiens l'accès à Jérusalem. Sous la pression des barons, il se résigna à reconnaître Conrad roi de Jérusalem, installant Guy de Lusignan sur le trône de Chypre qu'il venait de prendre aux Byzantins.

### Le royaume à Saint-Jean-d'Acre (1187-1291)

Les États latins d'Orient en 1196-1205.

Jérusalem était perdue, mais le royaume garda le nom de « royaume de Jérusalem », et son siège fut installé à Saint-Jean-d'Acre. Conrad de Montferrat, son nouveau roi, fut assassiné peu après. Se succédèrent alors les deux maris suivants d'Isabelle, Henri II de Champagne, puis Amaury II de Lusignan, frère de Guy de Lusignan et roi de Chypre. Il parvint à reprendre plusieurs ports et à reconstituer le royaume tout le long du littoral, de Jaffa à Beyrouth (1197). À sa mort, ce fut Marie de Montferrat qui lui succéda, sous la régence de Jean d'Ibelin, le « vieux seigneur de Beyrouth ».
Lorsque Marie eut dix-neuf ans, Jean d'Ibelin la maria à Jean de Brienne. En 1218, celui-ci lança une expédition en Égypte dans le but de négocier la restitution de Jérusalem. Le 5 novembre 1219, il prit Damiette, et le sultan d'Égypte était disposé à échanger la ville contre Jérusalem. Le légat Pélage Galvani s'y opposa et marcha sur Le Caire au moment de la crue du Nil. L'expédition tourna ainsi à la catastrophe et les succès de l'opération furent réduits à néant.

Les États latins d'Orient en 1229-1241.

Pour obtenir des secours de l'Occident, Jean de Brienne maria en 1225 sa fille Isabelle II à l'empereur romain germanique Frédéric II de Hohenstaufen, lequel l'écarta du trône. Frédéric II, bien qu'ayant réussi à récupérer Jérusalem par traité, mécontenta les barons et la « guerre des Lombards » éclata entre les impériaux et les barons. Ce n'est qu'en 1232 que les barons l'emportèrent, ne laissant aux impériaux que la ville de Tyr qui fut prise en 1243.
Tout en maintenant la fiction des rois Hohenstaufen, les barons organisèrent un gouvernement collégial, dirigé par Jean d'Ibelin, puis par son fils Balian, mais l'anarchie s'installa. Jérusalem fut reprise par les musulmans en 1244. Saint Louis vint à la tête d'une croisade, mais fut fait prisonnier à Damiette. Après sa libération, il gouverna le royaume de 1250 à 1254 et le réorganisa, mais l'anarchie revint après son départ, aggravée par les rivalités entre les Génois et les Vénitiens (guerre de Saint-Sabas), la double prétention au trône de Hugues III de Chypre et de Charles d'Anjou. Pendant ce temps, le sultan mamelouk Baybars reprenait petit à petit les différentes places fortes du royaume. La dernière place forte franque fut Saint-Jean-d'Acre, qui fut prise le 28 mai 1291.

## Institutions
Les institutions du royaume, lois initialement non écrites, furent regroupées par Jean d'Ibelin dans les Assises de Jérusalem.

### Le roi
- Succession : le royaume de Jérusalem fut tout d'abord une monarchie élective : Godefroy de Bouillon, Baudouin Ier et Baudouin II ont été désignés de cette manière. Mais les barons prirent rapidement l'habitude de choisir le roi dans la famille royale, au point qu'après le règne de Frédéric II, et malgré l'absence du souverain et le rejet des Hohenstaufen, la fiction des rois Hohenstaufen fut établie. Cette double nature de la succession, élective et héréditaire, permit l'élection de Baudouin V, afin d'écarter Guy de Lusignan du trône, et le maintien sur le trône de Jean de Brienne, veuf de Marie de Montferrat, alors que l'héritière était une fille âgée de trois ans.
- Titre : dans les chartes en latin, les rois étaient nommés rex Hierusalem Latinorum, rex Ierosolymorum, rex Hierosolomitanus, rex Babilionie atque Asie, voire rex Francorum[2].
- Sépulture : les rois étaient enterrés dans l'église du Saint-Sépulcre, en dessous du calvaire ; leur corps reposent dans un monument sacré où tout célèbre le Christ dans sa vie terrestre et sa résurrection[3].
- Sacre : après Baudouin Ier dont le couronnement se fit à Bethléem, les rois sont oints et couronnés à l'église du Saint-Sépulcre ; le maître du Temple et celui de l'Hôpital ainsi que le patriarche détiennent chacun une des deux clefs nécessaires pour ouvrir le trésor de l'église du Saint-Sépulcre qui contient les couronnes royales[4].

### La noblesse et la Haute-Cour
Contrairement à de nombreux pays d'Europe, la puissance féodale s'est d'abord établie, chaque croisé noble cherchant à se tailler un fief en Terre sainte, transposant ainsi le système féodal en Orient, et ce ne fut qu'ensuite que la nécessité de coordonner les opérations militaires établit l'institution monarchique. De ce fait, la véritable souveraineté ne réside pas dans le roi, mais dans le corps de la noblesse réunie en assemblée sous le nom de « Cour des Liges » ou « Haute Cour ». Composée au départ des vassaux direct de la Couronne, elle fut augmentée en 1162 des arrières vassaux. Elle dispose d'une autorité souveraine supérieure à celle du roi, qui n'a que le pouvoir militaire. Avant d'être reconnu et sacré, le roi devait prêter le serment de respecter les coutumes et les Assises du royaume.

### Les cours judiciaires
La Haute Cour est aussi chargée de régler les litiges intéressant les nobles. D'autres cours jugeaient des affaires concernant le reste de la population :
- la Cour des Bourgeois, pour juger les hommes libres de naissance roturière et de langue latine. Elle est composée de douze jurés ou notables, et présidée par le vicomte de Jérusalem.
- la Cour du Raïs, pour juger les indigènes syriaques, composée de jurés indigènes et présidée par le raïs, un fonctionnaire indigène.

Certaines institutions judiciaires respectent les usages locaux : la cour du raïs (chef de village) peut juger des causes mineures concernant les indigènes et la cour de la Fonde est un tribunal mixte jugeant les causes commerciales ou celles qui concernent les Syriens.
En revanche, la cour de la Chaîne qui juge les procès maritimes, la cour des Bourgeois ou la Haute Cour, qui juge les nobles, sont composées uniquement de Francs.

## Économie
Les rois de Jérusalem possèdent, au XIIe siècle, quatre baronnies (Jérusalem, Naplouse, Acre et Tyr) et de nombreux villages dans ces seigneuries. Ils tirent la plupart de leurs ressources d’impôts sur le commerce :
- des droits de vente (les « droitures de la fonde » sur les marchés — fondouk),
- des droits de transit (la taxe ad valorem d’un vingt-quatrième exigée des caravanes allant d’Égypte ou d’Arabie en Syrie par les territoires d’Outre-Jourdain),
- des droits d’importation et d’exportation (la « chaîne » qui barre le port donne son nom à la douane d’Acre),
- du produit de leurs monopoles industriels (teinturerie, savonnerie, tannerie…),
- du droit de monnayage, réservé au roi à la différence de l’Occident, qui frappe des pièces d’or à légende arabe (« besants sarracénats ») et des deniers d’argent de type occidental.

Ces ressources permettent au roi d’accorder des fiefs en besants ou fiefs de soudée (500 besants par an pour un chevalier), parfois plus nombreux dans une seigneurie que les fiefs en terre.
Les croisés ont trouvé en Orient une économie monétaire beaucoup plus développée qu’en Occident, ce qui explique l’importance des taxes indirectes, des fiefs-rentes et la frappe de monnaies d’or. Les croisés, s’ils ont importé d’Europe l’organisation rudimentaire qu’ils connaissaient (administration des grands officiers de la couronne), empruntent aussi aux Byzantins et aux musulmans : la Secrète correspond au diwan ; elle sert à la fois de trésor, de chambre des comptes et d’archives où l’on conserve les chartes de donation, le cadastre et la liste des fiefs avec leurs obligations.

## Population
- La population d'origine européenne n'excéda pas 140 000 personnes très inégalement réparties dans l'espace[6],[7].
- La population franque s'installa dans un réseau de châteaux et de gros bourgs fortifiés. Mais la colonisation ne reposa pas sur ces seuls pivots et un semis de village et de fermes est attesté dans toutes les régions où les chrétiens orientaux étaient majoritaires ; en effet, la population de la Palestine n'était pas encore au XIe siècle largement islamisée[8].
- Il exista bien une colonisation rurale occidentale grâce à une immigration en provenance d'Europe. Elle ne se limita pas, au nord de Jérusalem, au village de la Grande Mahomerie où les chanoines du Saint-Sépulcre implantèrent leur première colonie (1120), ou au plus tardif village de la petite Mahomerie (1164).
- L'immigration européenne est attestée dans la région montagneuse entre Jérusalem et Sinjil, dans celle de Sebastia au sud-est de la Transjordanie, en Galilée occidentale, en Basse Galilée (Nazareth, Tibériade), entre Bethléem et Hébron, en Galilée orientale à partir du milieu du XIIe siècle[9]. Dans ces zones où l'habitat des chrétiens orientaux était relativement dense, l'implantation était facilitée. Si l'on tient compte des attaques que subirent les Francs, on découvre des périodes de relative sécurité qui favorisèrent cette implantation occidentale : ainsi, deux raids seulement sont lancés contre les montagnes de Jérusalem, en 1124 et en 1152. L'ouest de la Galilée n'est pas attaqué avant 1169[10].
- Les formes du peuplement rural dans le royaume de Jérusalem furent dans ces zones d'immigration, assez proches de celles qu'on l'on pouvait observer au même moment dans l'Europe méditerranéenne et il s'organisa ainsi une société sous hégémonie franque. Les Francs tiennent la hiérarchie féodale et ecclésiastique, même si dans certains cas, aux échelons les plus bas de cette hiérarchie, certains éléments issus des aristocraties arménienne ou grecque participent également[10].
- Dans les zones de population majoritairement musulmane, en Samarie centrale et à l'est de la Galilée, la conquête franque ne changea pas grand-chose à la masse paysanne déjà soumise à un régime très dur : les Francs ne firent que s'ajouter ou succéder aux propriétaires des terres que ces paysans cultivaient[11].
- L'immigration européenne vint surtout de France ; les Italiens bénéficièrent d'importantes concessions foncières, maisons et parfois quartiers, mais surtout dans les cités portuaires[12].
- Pour peupler Jérusalem, les rois Baudouin Ier et Baudouin II firent appel à des chrétiens orientaux (Syriens, Grecs, Arméniens) plutôt qu'à des Européens, davantage attirés par les ports[13].

## L'Église latine
L'influence de l'Église catholique latine fut très importante tout au long de l'existence du royaume ; les clercs, avec l'aide des rois et les donations des fidèles, travaillèrent au renforcement de son implantation et de son influence en terre sainte :
- Jérusalem : un des premiers actes de Godefroy de Bouillon fut de confier à une communauté de chanoines séculier le soin de servir l'église du Saint-Sépulcre ; ce chapitre constitua un important patrimoine foncier[14] ; le complexe monumental byzantin du Saint-Sépulcre, détruit en 1009 après la prise de la ville par le calife fatimide Al-Hakim, fut reconstruit et agrandi afin de créer une église unique englobant tous les lieux saints[15],[16] ; les Francs couvrent Jérusalem d'églises[17] ;
- réseau paroissial : il est bien structuré en ville, mais il demeure à mailles lâches dans les campagnes où les Francs purent un temps fréquenter les églises orientales[18]. De nombreuses églises sont construites dans tout le royaume, dans les centres d'exploitation fondés par le chapitre du Saint-Sépulcre, dans les villages, dans les fondations monastiques royales, dans les villages, les enceintes de châteaux, dans les concessions accordées aux Italiens ; il s'agit à la fois d'aider au peuplement et d'accompagner la croissance démographique due à l'immigration européenne, de reproduire en terre d'Orient un essaimage déjà à l'œuvre en Occident, d'enraciner l'Église latine catholique[19] ; la conquête de Saladin réduira à néant l'immense majorité de ces églises[20] ;
- organisation ecclésiale : les Francs reconstituent des évêchés en reprenant la liste des sièges épiscopaux orthodoxes, mais en nommant des catholiques ; alors que chez les orthodoxes, le patriarcat d'Antioche avait prééminence sur celui de Jérusalem, la situation est inversée au XIIe siècle et la province de Tyr dont dépendait le comté de Tripoli passe de la dépendance du patriarche d'Antioche à celui de Jérusalem[21],[22].